# Merton (londýnský obvod)
Městská část Merton, oficiální název - London Borough of Merton, je londýnský městský obvod nacházející se na jihozápadě města, který je součástí Vnějšího Londýna.
Merton hraničí s Wandsworthem a Lambethem na severu, Croydonem na východě, Suttonem na jihu a Kingstonem a Richmondem na západě.
Městská část vznikla v roce 1965 a zahrnuje bývalé části Surrey - Municipal Borough of Mitcham, Municipal Borough of Wimbledon a Merton a Morden Urban District. Jméno je odvozeno z malé vesnice v centru obvodu.

## Obvody městské části
- Bushy Mead
- Colliers Wood
- Copse Hill
- Cottenham Park
- Merton
- Merton Park
- Mitcham
- Morden
- Morden Park
- Motspur Park
- Raynes Park
- South Wimbledon
- Summerstown
- West Barnes
- Wimbledon
- Wimbledon Park